# Ким Ман Сам
Ким Ман Сам (1883—1964) — советский рисовод, звеньевой колхоза «Авангард» Чиилийского района Кзыл-Ординской области, Казахская ССР. Герой Социалистического Труда (1949). Лауреат Сталинской премии третьей степени.

## Биография
Ким Ман Сам родился в 1883 году в Уссурийском уезде.
Он вступил в колхоз в 1929 году. С 1937 года — член ВКП(б). В 1937 году его семья была депортирована в Чиилийский район Кзыл-Ординской области, где был организован корейский рисоводческий колхоз «Авангард» в селе Акмая. Председателем колхоза стал сын Ким Ман Сама — Ким Хон Бин, а сам Ким Ман Сам в 1937—1960 годах работал в этом колхозе звеньевым.
В 1940 году получил по 80 ц риса с га, в 1942 году — 150 ц/га (считается мировым рекордом этого года), в 1944 году — 152 ц/га. В последующие годы также получал устойчиво высокие урожаи риса.
Семья Ким Ман Сама вернулась в Приморский край в 1954 году, а он сам переехал туда в 1958 году и жил там до конца своей жизни.

## Награды и премии
- Герой Социалистического Труда (1949)[1]
- Сталинская премия третьей степени (1946) — за внедрение передовых приёмов агротехники, обеспечивающих получение на значительных площадях рекордных урожаев риса — свыше 150 центнеров с гектара
- орден Ленина (1949)
- орден «Знак Почёта» (1941)
- два ордена Трудового Красного Знамени (1945; 1946)
- медали